# Аеродром Херсон
Међународни аеродром Херсон (укр. Міжнародний аеропорт Херсон; : , : ) је међународни цивилни и војни аеродром у украјинском граду Херсону. Аеродром су заузеле руске снаге 2. марта 2022. године.

## Авио-компаније и дестинације
Од 24. фебруара 2022. године сви путнички летови у Херсону су обустављени на неодређено време.
Следеће авио-компаније су раније обављале редовне и чартер летове на аеродрому.
| Авио-компанија                 | Одредишта                                             |
| ------------------------------ | ----------------------------------------------------- |
| Pegasus Airlines               | Истанбул-Сабиха Гокчен (наставља се 1. новембра 2022) |
| SkyUp                          | Чартер: Анталија, Шарм ел Шеик                        |
| Turkish Airlines               | Истанбул                                              |
| Ukraine International Airlines | Кијев-Бориспољ                                        |